# Wohnhaus von Hosea Kutako
Das Wohnhaus von Hosea Kutako (englisch Dwelling/Homestead of Chief Hosea Kutako) ist das historische Wohnhaus von Hosea Kutako in Taosis, zwei Kilometer südlich von Aminuis in der namibischen Region Omaheke. Es ist seit Oktober 2018 Nationales Denkmal Namibias.
Das Gebäude wird seit März 2021 renoviert und um einen Schrein und Museum erweitert.